# Luis Pasamontes
Luis Pasamontes Rodríguez (ur. 2 października 1979 w Oviedo) – hiszpański kolarz szosowy. Ściga się w barwach drużyny należącej do UCI Pro Tour Caisse d’Épargne. Do zawodowego peletonu należy od 2003 roku.
Jego największym sukcesem jak do tej pory[tj. do kiedy?] było wygranie etapu, klasyfikacji punktowej i klasyfikacji górskiej wyścigu Tour de Wallonie w 2007 roku. Zdominował ten wyścig, lecz to nie jemu a Borutowi Božičowi ze Słowenii przypadło wygranie klasyfikacji generalnej. W tym samym roku wygrał klasyfikacje górska Volta a Catalunya. Wszystkie te sukcesy zdobywał w barwach Unibet.com.

## Najważniejsze zwycięstwa i sukcesy
- 2004 – zwycięstwo w Memorial Galera
- 2007 – wygrany etap, klasyfikacja górska i punktowa Tour de Wallonie; klasyfikacja górska Volta a Catalunya